# Oz – Hölle hinter Gittern
Oz – Hölle hinter Gittern ist eine US-amerikanische Fernsehserie, die zwischen 1997 und 2003 in sechs Staffeln auf dem Fernsehsender HBO ausgestrahlt wurde. Die Serie wurde von Tom Fontana geschrieben und thematisiert das Leben in einem Hochsicherheitsgefängnis.
Sie gilt als die erste der „Quality TV“-Serien von HBO. Die deutschsprachige Erstausstrahlung sendete der Pay-TV-Sender Sky Atlantic HD vom 24. März 2014 bis zum 11. Juni 2014.

## Inhalt

### Fabel
Der Titel der Serie bezieht sich auf das in einem ungenannten Staat der USA gelegene Hochsicherheitsgefängnis Oswald Maximum Security Penitentiary bzw. nach einer Umbenennung Oswald Maximum Security Correctional Facility: Level Four.
In diesem Gefängnis leitet Tim McManus unter dem Gefängnisdirektor Leo Glynn eine experimentelle Abteilung namens Emerald City, die stärker als der normale Vollzug einem Rehabilitationsgedanken dienen soll. Dieses Ziel wird durch eine Mischung aus starker Überwachung und individueller Verantwortlichkeit verfolgt. Die Insassenschaft setzt sich aus Gruppen von Italienern, Iren, der neonazistischen Aryan Brotherhood, afro-amerikanischen Gangmitgliedern, Moslems, Latinos und Schwulen sowie einer heterogenen Gruppe der „Anderen“ zusammen.
Zu Beginn jeder Folge und in unterschiedlich regelmäßigen Einblendungen zu sehen ist ein Erzähler. Als solcher dient Augustus Hill, Insasse der Anstalt, Afroamerikaner und Rollstuhlfahrer. Seine Worte dienen im Sinne eines Theaterchores nicht der Beförderung der Handlung, sondern sind moralische und philosophische Kommentare, die als Brückenschlag zu grundlegenden gesellschaftlichen Fragestellungen fungieren. Die Chorszenen sind visuell meist aus dem ansonsten realistischen Erscheinungsbild der Serie herausgehoben.

### Konzept
Fontana legte Oz als eine Serie an, die das Gefängnis als brutal, unmenschlich und chaotisch zeichnet. Seine Intention war nicht in erster Linie, den Zuschauer zu unterhalten, sondern das Leben im Gefängnis realistisch wiederzugeben.

## Entwicklung und Produktion
Fontana war als Drehbuchautor unter anderem bereits involviert in die Serien Chefarzt Dr. Westphall und Homicide. Über mehrere Jahre hinweg erwog er gemeinsam mit Rob Kenneally von Rysher Entertainment, eine Fernsehserie über ein Gefängnis zu drehen, deren Charaktere realistisch und glaubwürdig sein sollten. Entsprechende Ideen trugen sie wiederholt gegenüber Vertretern der Networks vor, die aber stets den Aspekt der Wiedergutmachung und Reue in den Vordergrund rücken wollten. Das wiederum wollten Fontana und Kenneally nicht, wodurch die Idee nie in die Wirklichkeit umgesetzt wurde. Erst in einem Gespräch mit Managern von HBO stieß Kenneally dann auf Interesse.
In vielerlei Hinsicht lehnt sich „Oz“ an Homicide an, nimmt aber auch Einflüsse aus Serien wie New York Cops – NYPD Blue oder Emergency Room – Die Notaufnahme auf.
Gedreht wurde die ausschließlich in Innenräumen spielende Serie in Lagerhäusern, anfangs in New York und später in New Jersey. Die Serie brach in verschiedener Hinsicht mit konventionellen Sendeschemata. Eine Staffel bestand aus nur acht Folgen. Die Erstausstrahlung begann auch nicht parallel mit den Serienstarts der Network-Sender im September, sondern bereits zwei Monate zuvor im Juli, die Staffel endete also, noch bevor die Serien der großen Networks begannen. Ebenso ungewöhnlich war der Sendeplatz um 23:00 Uhr, nach den großen Sendungen der Networks. Bei der vierten Staffel wich man von diesem Schema ab, sie bestand aus zweimal 8 Folgen, deren erste Hälfte von Juli bis August 2000 lief und die zweite von Januar bis Februar 2001. Grund waren Verschiebungen bei der Produktion einer Staffel der Sopranos.
Eine erste deutschsprachige Synchronisation der Serie wurde nach nur vier oder fünf Episoden eingestellt, da der damalige Rechteinhaber die Serie als „zu heikel“ empfand und auf eine Ausstrahlung im Fernsehen verzichtete. Für die spätere Ausstrahlung bei Sky wurde eine neue Synchronisation angefertigt.

## Rezeption
Oz war ein Muster für die „Quality TV“-Serien der kommenden Jahre bei HBO, eine „Einführung für das Publikum in das, was bald die deutliche Philosophie von HBO hinsichtlich eigener, dramatischer Serien“ werden sollte. Kommerziell hingegen war es nie so erfolgreich wie Nachfolger wie Sex and the City oder Die Sopranos.
Fontana nutzte als erster bei HBO in einer Serie die künstlerischen Freiräume, die das Kabelfernsehen durch die Abwesenheit von Vorschriften hinsichtlich der Darstellung von Sex und Gewalt sowie expliziter Sprache bot. Beim Stammpublikum und weiten Teilen der Kritik waren es besonders die Intensität, die starken schauspielerischen Leistungen und die ernsthafte Art, in der die Serie auch schwierige inhaltliche Fragen behandelte, die zum Erfolg beitrugen.
Kritisch angemerkt wurde, dass die Serie durch ihren nur scheinbar realistischen Anspruch und die massive Gewaltdarstellung die Vorbehalte der Zuschauer gegenüber Gefängnisinsassen und der Institution des Gefängnisses verstärke.

## Besetzung
„Oz“ ist als ensemble cast-Serie auf die weitgehend gleichmäßige Entwicklung aller Charaktere gerichtet und kennt keine Hauptdarsteller.
Die erste Synchronisation wurde nur zu Testzwecken für ein paar Folgen erstellt und nie veröffentlicht. Sie entstand bei Interopa Film in Berlin unter der Dialogregie von Stefan Fredrich bei Dialogbüchern von Markus Engelhardt.
2014 wurde eine neue Synchronisation der kompletten Serie in Auftrag gegeben. Diese entstand bei Cinephon in Berlin. Dialogregie führten hierbei Stefan Ludwig, Christoph Seeger, Bernd Eichner, Uli Johansson und Heike Kospach während die Dialogbücher Markus Engelhardt, Christoph Seeger, Christian Schneider, Heike Kospach und Masen Abou-Dakn schrieben.
Die Rollen und ihre Besetzung verteilen sich wie folgt:
| Rolle                          | Schauspieler             | Hauptrolle (Staffel) | Nebenrolle (Staffel) | Synchronsprecher         | Synchronsprecher  |
| Rolle                          | Schauspieler             | Hauptrolle (Staffel) | Nebenrolle (Staffel) | 1. Synchro               | Synchro 2014      |
| ------------------------------ | ------------------------ | -------------------- | -------------------- | ------------------------ | ----------------- |
| Direktor Leo Glynn             | Ernie Hudson             | 1–6                  |                      | Helmut Gauß              | Ingo Albrecht     |
| Tim McManus                    | Terry Kinney             | 1–6                  |                      | Till Hagen               | Uwe Büschken      |
| Augustus Hill                  | Harold Perrineau Jr.     | 1–6                  |                      | Charles Rettinghaus      | Patrick Schröder  |
| Kareem Saïd                    | Eamonn Walker            | 1–6                  |                      | Torsten Michaelis        | Martin Lohmann    |
| Miguel Alvarez                 | Kirk Acevedo             | 2–6                  | 1                    | Andreas Fröhlich         | Felix Spieß       |
| Schwester Peter Marie Reimondo | Rita Moreno              | 2–6                  | 1                    | Kerstin Sanders-Dornseif | Karin David       |
| Vernon Schillinger             | J. K. Simmons            | 2–6                  | 1                    | Bernd Rumpf              | Dieter Memel      |
| Tobias Beecher                 | Lee Tergesen             | 2–6                  | 1                    | Dietmar Wunder           | Klaus-Peter Grap  |
| Ryan O’Reily                   | Dean Winters             | 2–6                  | 1                    | Viktor Neumann           | Arne Stephan      |
| Simon Adebisi                  | Adewale Akinnuoye-Agbaje | 3–4                  | 1–2                  | Ingo Albrecht            | Thomas Schmuckert |
| Officer Diane Whittlesey       | Edie Falco               | 1–3                  | 4                    | Arianne Borbach          | Victoria Sturm    |
| Donald Groves                  | Sean Whitesell           | 1                    |                      | Frank Schaff             | Rainer Fritzsche  |
| Nino Schibetta                 | Tony Musante             | 1                    |                      | Karl Schulz              | Jörg Hengstler    |
| Pater Ray Mukada               | B.D. Wong                | 1–6                  |                      | David Nathan             | Daniel Montoya    |
| Jefferson Keane                | Leon Robinson            | 1                    | 6                    | Thomas Nero Wolff        | Tobias Kluckert   |
| Bob Rebadow                    | George Morfogen          | 2–6                  | 1                    | Norbert Gescher          | Uli Krohm         |
| Kenny Wangler                  | J. D. Williams           | 3–4                  | 1–2                  | Simon Jäger              | Jan Makino        |
| Dr. Gloria Nathan              | Lauren Vélez             | 2–6                  | 1                    | Martina Treger           | Iris Artajo       |
| Dino Ortolani                  | Jon Seda                 |                      | 1, 6                 |                          | Nico Sablik       |
| Governor James Devlin          | Željko Ivanek            | 3–6                  | 1–2                  | Michael Deffert          |                   |
| Jackson Vahue                  | Rick Fox                 | 4, 6                 | 1–2                  | Dennis Schmidt-Foß       |                   |
| Arnold „Poet“ Jackson          | muMs da Schemer          | 3–6                  | 1–2                  | Jan-David Rönfeldt       |                   |
| Zahir Arif                     | Granville Adams          | 3–6                  | 1–2                  | Nico Mamone              |                   |
| Agamemnon Busmalis             | Tom Mardirosian          | 3–6                  | 2                    | Rainer Gerlach           |                   |
| Shirley Bellinger              | Kathryn Erbe             | 3–4                  | 2, 6                 | Ursula Hugo              |                   |
| Chris Keller                   | Christopher Meloni       | 3–6                  | 2                    | Frank Röth               |                   |
| Cyril O’Reily                  | Scott William Winters    | 3–6                  | 2                    | Nic Romm                 |                   |
| Timmy Kirk                     | Sean Dugan               | 6                    | 2, 4–5               | Tim Sander               |                   |
| William Giles                  | Austin Pendleton         | 3–5                  | 2                    | Peter Groeger            |                   |
| Raoul „El Cid“ Hernandez       | Luis Guzmán              | 3–4                  | 2                    | Michael Iwannek          |                   |
| Antonio Nappa                  | Mark Margolis            | 3                    | 2, 6                 | Uwe Karpa                |                   |
| Chucky Pancamo                 | Chuck Zito               | 4–6                  | 2–3                  | Claudio Maniscalco       |                   |
| Jaz Hoyt                       | Evan Seinfeld            | 6                    | 2–5                  | Stephan Rabow            |                   |
| James Robson                   | R.E. Rogers              | 6                    | 2–5                  | Sven Gerhardt            |                   |
| Carmen Guerra                  | Otto Sanchez             | 6                    | 2–5                  | Roland Wolf              |                   |
| Nikolai Stanislofsky           | Philip Casnoff           | 3–4                  |                      | Alexej Ashkenazy         |                   |
| Officer Sean Murphy            | Robert Clohessy          | 3–6                  |                      | Peter Flechtner          |                   |
| Officer Clayton Hughes         | Seth Gilliam             | 3–4                  |                      | Nick Forsberg            |                   |
| Officer Claire Howell          | Kristin Rohde            | 3–6                  |                      | Debora Weigert           |                   |
| Seamus O’Reily                 | Kevin Conway             | 4–6                  | 3                    | Ronald Nitschke          |                   |
| Nathaniel „Nat“ Ginzburg       | Charles Busch            | 4                    | 3                    | Jaron Löwenberg          |                   |
| Enrique Morales                | David Zayas              | 4–6                  |                      | Lutz Schnell             |                   |
| Martin Querns                  | Reg E. Cathey            | 4                    | 6                    | Matthias Rimpler         |                   |
| Moses Deyell                   | Erik King                | 4                    |                      | Robert Glatzeder         |                   |
| Johnny Basil                   | Lance Reddick            | 4                    |                      | Asad Schwarz             |                   |
| Kevin Ketchum                  | Lord Jamar               | 4                    |                      | Sascha Gluth             |                   |
| Omar White                     | Michael Wright           | 4–6                  |                      | Markus Pfeiffer          |                   |
| Burr Redding                   | Anthony Chisholm         | 4–6                  |                      | Axel Lutter              |                   |
| Jeremiah Cloutier              | Luke Perry               | 4–5                  |                      | Leon Boden               |                   |
| Suzanne Fitzgerald             | Betty Buckley            | 4–6                  |                      | Marina Krogull           |                   |
| Officer Dave Brass             | Blake Robbins            | 6                    | 4–5                  | Tobias Lelle             |                   |
| Stella Coffa                   | Patti Lupone             | 6                    |                      | Andrea Aust              |                   |
| Lemuel Idzik                   | Joel Grey                | 6                    |                      | Wolfgang Ziffer          |                   |
| Alonzo Torquemada              | Bobby Cannavale          | 6                    |                      | Matthias Klie            |                   |

## Nachweise
1. ↑  Axel Schmitt: Oz: Sky Atlantic HD zeigt HBO-Klassiker ab Ende März. In: Serienjunkies.de. 6. Februar 2014, abgerufen am 6. Februar 2014.
2. 1 2 3 4 5 6 7 8 9  
Michele Malach: Oz, in: Gary R. Edgerton, Jeffrey P. Jones (Hrsg.): The Essential HBO Reader, ISBN 978-0-8131-2452-0, 2008, S. 52–60
3. 1 2  
Anthony C. Thompson: Releasing Prisoners, Redeeming Communities: Reentry, Race, and Politics, New York University Press, 2008, S. 33–34
4. ↑  
Gabrielle DeGroot, Gabriella Daley: An Interview with Tom Fontana: The Producer of „Homicide“ and „Oz“ Reveals His Perceptions of Life in Prison. In: Corrections Today, 60:1, 1998, S. 50ff.
5. 1 2  
Avi Santo: Para-Television and Discourses of Distinction: The Culture of Production at HBO in: It’s Not TV: Watching HBO in the Post-Television Era, Routledge, 2008, S. 19–45
6. ↑  – Das Online-Fernsehmagazin. In: quotenmeter.de. Abgerufen am 9. März 2024.
7. ↑  1. Synchronfassung. In: Deutsche Synchronkartei. Abgerufen am 31. Januar 2021.
8. ↑  2. Synchronfassung (2014). In: Deutsche Synchronkartei. Abgerufen am 31. Januar 2021.